# Emerich Ambros

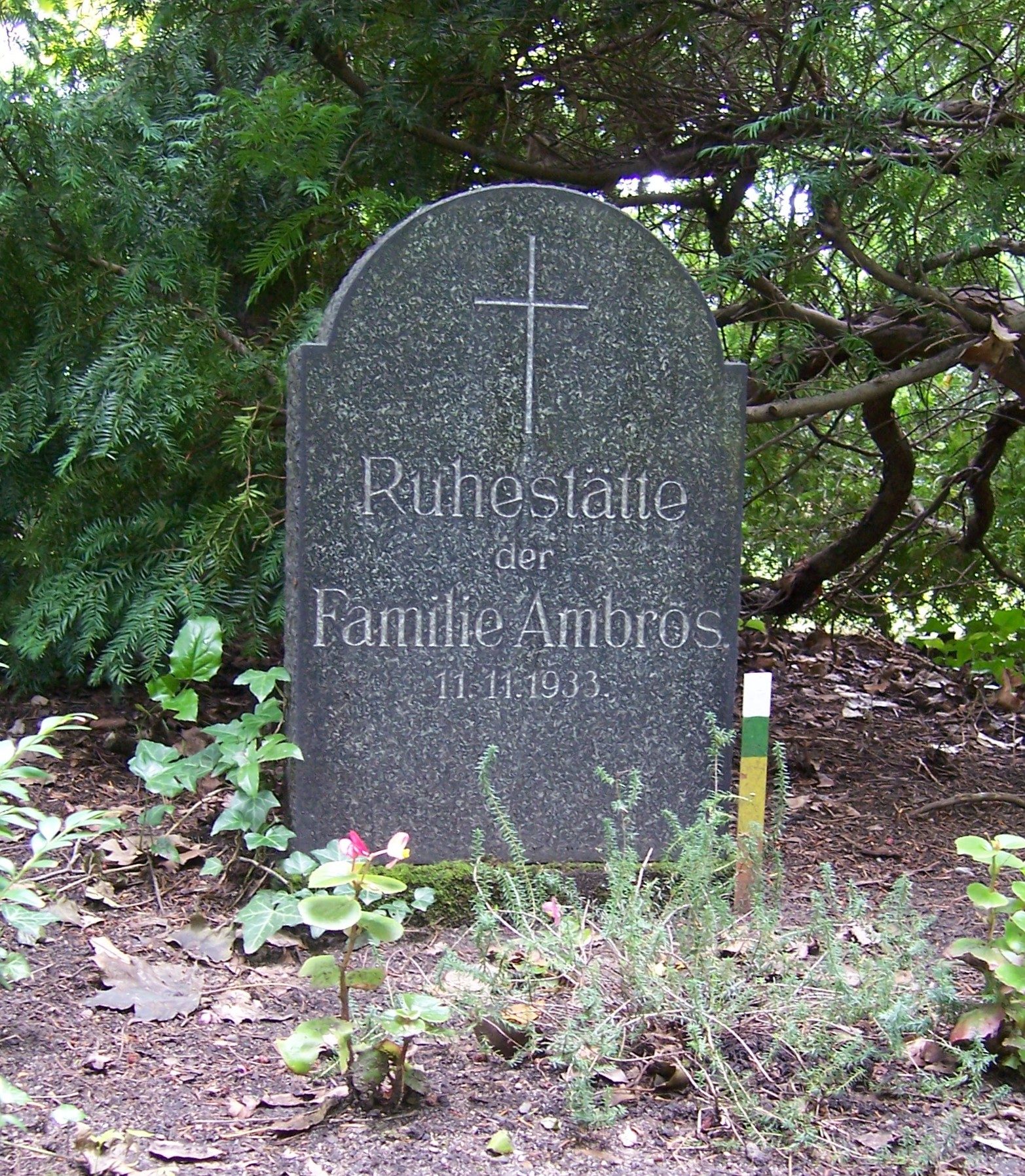
Grab von Emerich Ambros, seiner Frau und seiner zwei Kinder auf dem Äußeren Matthäusfriedhof in Dresden.

Emerich Ambros oder Emmerich Ambross (geboren 22. Mai 1896 in Budapest, Österreich-Ungarn; gestorben 26. September 1933 im Konzentrationslager Hohnstein) war ein ungarisch-deutscher Antifaschist.

## Leben
Emerich Ambros wurde als Sohn eines jüdischen Rechtsanwalts im Mai 1896 in Budapest geboren. Er wurde Klempner und arbeitete in den 1920er Jahren im Reichsbahnausbesserungswerk Dresden, wo er später als Betriebsrat tätig wurde. Er war SPD-Mitglied und engagierte sich aktiv in der Partei. In den späten 1920er Jahren wurde er zum Parteisekretär der SPD in Löbau ernannt. Ab circa 1925 war er gewerkschaftlich als Funktionär im Einheitsverband der Eisenbahner Deutschlands aktiv. Als Funktionär der SPD und aktiver Gegner der Nationalsozialisten, aber auch als sogenannter „Halbjude“ wurde er nach der „Machtergreifung“ Adolf Hitlers im Jahr 1933 in Löbau verhaftet und in das KZ Hohnstein deportiert, wo er am 26. September 1933 ermordet wurde. Seine Ehefrau nahm sich mit ihren beiden Kindern im selben Jahr das Leben.

## Andenken

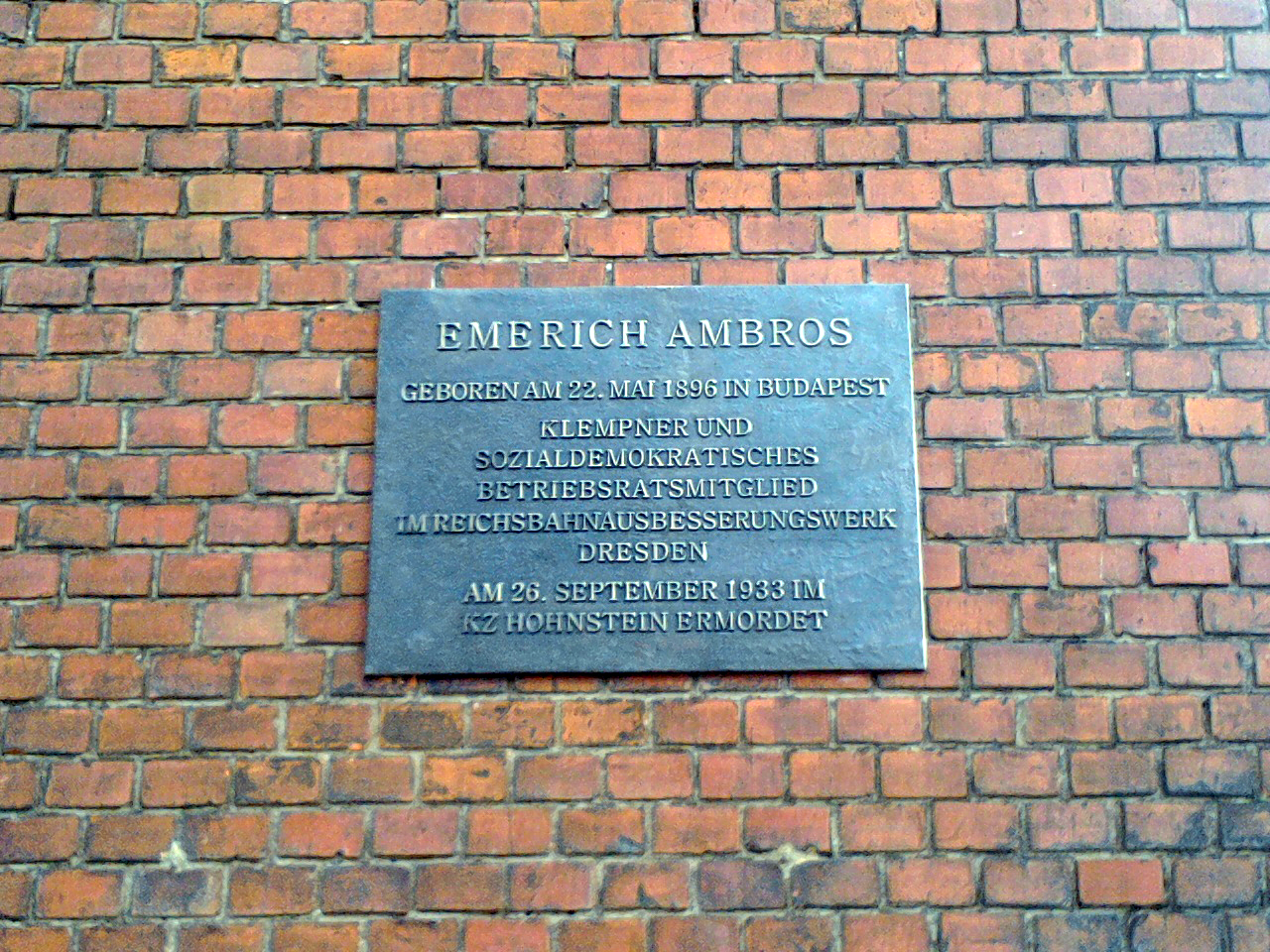
Gedenktafel für Emerich Ambros am ehemaligen RAW Dresden-Friedrichstadt

In Dresden wurde das Weißeritzufer im Jahr 1945 im Gedenken an Emerich Ambros in Emerich-Ambros-Ufer umbenannt. In der Nähe des Reichsbahnausbesserungswerks (RAW) befand sich eine Gedenktafel für Emerich Ambros, die jedoch beim Weißeritzhochwasser 2002 verloren ging. Sie wurde erst zehn Jahre später beim Ausbau der Weißeritz wiedergefunden. Die Gedenktafel an Ambros’ ehemaligem Wohnhaus auf der Rabenauer Straße 7 existiert nicht mehr. Im Jahr 2006 wurde daher eine Gedenktafel am Emerich-Ambros-Ufer 50 angebracht. Die Grabstätte der Familie Ambros befindet sich auf dem Äußeren Matthäusfriedhof in Dresden.